# Mentasta Lake (Alaska)
Mentasta Lake (Ahtna: Mendaesde) ist ein Ort und ein census-designated place (CDP) in der Copper River Census Area in Alaska in den Vereinigten Staaten. Das U.S. Census Bureau hatte bei der Volkszählung 2020 eine Einwohnerzahl von 127 ermittelt.

## Geographie
Mentasta Lake befindet sich an der Mentasta Spur Road, einer Stichstraße, die vom Tok Cut-Off (Alaska Route 1) abzweigt, nordwestlich vom gleichnamigen See auf einer Höhe von 679 m. Mentasta Lake befindet sich 
59 km südwestlich von Tok sowie 126 km nordöstlich von Glennallen westlich vom Mentasta Pass am Übergang der Alaskakette zu den Mentasta Mountains. Das CDP-Gebiet hat eine Längsausdehnung in SW-NO-Richtung von 52 km. Der Tok Cut-Off verläuft auf einer Länge von knapp 57 Kilometern innerhalb des Mentasta Lake CDP. Das Mentasta Lake CDP grenzt im äußersten Süden an das Slana CDP.

## Geschichte
Das Seeufer des Mentasta Lake war offenbar früh von Indianern besiedelt. Ein erster Nachweis gibt es aus dem Jahr 1898. Im Jahr 1902 errichtete das U.S. Army Signal Corps eine Telegraphenstation. Zwischen 1947 und 1951 war ein Postamt in Betrieb. Mentasta Lake erschien beim Zensus 1940 als ein „unicorporated native village“.
Mentasta Lake wird seit dem Zensus 1980 als ein census-designated place geführt.

## Demografie
Zum Zeitpunkt der Volkszählung im Jahre 2020 (U.S. Census 2020) hatte Mentasta Lake 127 Einwohner auf einer Landfläche von 778,62 km². Von den Einwohnern waren 22 Weiße, einer afrikanisch-amerikanischer sowie 92 amerikanisch-indianischer Abstammung. Beim Zensus 2000 wurde eine Einwohnerzahl von 142 ermittelt, im Jahr 2010 waren es 112.